# 김태형 (농구인)
김태형(1982년 1월 25일 ~)은 대한민국의 농구인이다.

## 경력
- 원주 동부 프로미 통역 겸 외국인선수 코치